# De Eendracht (Dirksland)
De Eendracht is een korenmolen te Dirksland op het eiland Goeree-Overflakkee, in de Nederlandse provincie Zuid-Holland. 
In de molen bevinden zich twee koppels maalstenen.
De molen is open wanneer het bord langs de weg staat. 

## Geschiedenis
De stellingmolen is in 1846 gebouwd. Tot 1966 is er in De Eendracht op professionele basis graan gemalen; daarna raakte de molen in verval en is het binnenwerk verwijderd. In 1975 werd de molen verkocht aan de gemeente Dirksland, die van 1980 tot 1982 de molen restaureerde, daarbij gebruik makend van onderdelen uit een onttakelde molen die op Ooltgensplaat stond. Sinds 1988 is De Eendracht eigendom van de Molenstichting Goeree-Overflakkee, die de molen heeft laten restaureren. 
De Bommelaer ·
De Dankbaarheid ·
De Eendracht ·
De Hoop ·
De Korenbloem ·
d'Oranjeboom ·
De Korenaar ·
Korenlust ·
De Korenbloem ·
Windlust ·
Windvang ·
De Zwaan

Molenstichting Goeree-Overflakkee